# Gud förlät min synd i Jesu namn
Gud förlät min synd i Jesu namn är en psalm med text och musik skriven 1972 av Carol Owens. Texten översattes till svenska 1987 av Gun-Britt Holgersson.

## Publicerad i
- Segertoner 1988 som nr 352 under rubriken "Fader, son och ande - Jesus, vår Herre och broder".[1]